# Antocha setosa
Antocha setosa är en tvåvingeart som beskrevs av Alexander 1960. Antocha setosa ingår i släktet Antocha och familjen småharkrankar. Inga underarter finns listade i Catalogue of Life.